# Gentil (Rio Grande do Sul)
Gentil is een gemeente in de Braziliaanse deelstaat Rio Grande do Sul. De gemeente telt 1.574 inwoners (schatting 2009).

## Aangrenzende gemeenten
De gemeente grenst aan Água Santa, Ciríaco, Marau, Mato Castelhano en Santo Antônio do Palma.